# جون فاوست
جون فاوست (بالإنجليزية: John Fawcett)‏ هو كبير الإداريين التنفيذيين ورائد أعمال أمريكي، ولد في 1977.